# Synarachnactis
Synarachnactis är ett släkte av koralldjur. Synarachnactis ingår i familjen Cerianthidae.
Kladogram enligt Catalogue of Life:
| Synarachnactis | \| \| Synarachnactis africana \| \| \| \| \| \| Synarachnactis bournei \| \| \| \| |
|                | \| \| Synarachnactis africana \| \| \| \| \| \| Synarachnactis bournei \| \| \| \| |
|                | Bursanthus                                                                         |
|                |                                                                                    |
|                | Ceriantheomorphe                                                                   |
|                |                                                                                    |
|                | Ceriantheopsis                                                                     |
|                |                                                                                    |
|                | Cerianthus                                                                         |
|                |                                                                                    |
|                | Engodactylactis                                                                    |
|                |                                                                                    |
|                | Isodactylactis                                                                     |
|                |                                                                                    |
|                | Nautanthus                                                                         |
|                |                                                                                    |
|                | Pachycerianthus                                                                    |
|                |                                                                                    |
|                | Paradactylactis                                                                    |
|                |                                                                                    |
|                | Parovactis                                                                         |
|                |                                                                                    |
|                | Peponactis                                                                         |
|                |                                                                                    |
|                | Plesiodactylactis                                                                  |
|                |                                                                                    |
|                | Sacculactis                                                                        |
|                |                                                                                    |
|                | Solasteractis                                                                      |
|                |                                                                                    |
|                | Syndactylactis                                                                     |
|                |                                                                                    |
|                | Trichactis                                                                         |
|                |                                                                                    |
|                | Synarachnactis africana                                                            |
|                |                                                                                    |
|                | Synarachnactis bournei                                                             |
|                |                                                                                    |

|  | Synarachnactis africana |
|  |                         |
|  | Synarachnactis bournei  |
|  |                         |